# M73 (astronomia)
M73 (conosciuto anche come NGC 6994 o GC 4617) è un gruppo di quattro stelle molto ravvicinate, nella costellazione dell'Aquario. Si tratta di un asterismo di quattro stelle. Un asterismo è un raggruppamento di stelle causato dall'effetto della prospettiva.

## Osservazione

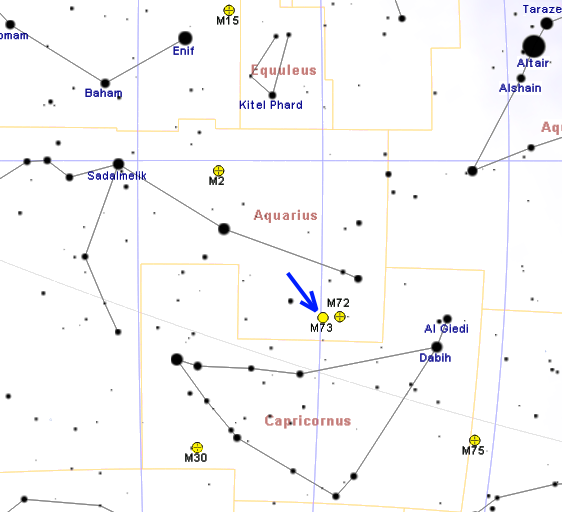
Mappa per individuare M73.

Si trova nell'estremità occidentale della costellazione, 1,5° ad est di un altro oggetto Messier (tra i più insignificanti), M72; si individua con un binocolo 10x50 in nottate limpide e con l'oggetto moderatamente alto sull'orizzonte, in cui si mostra come un piccolo raggruppamento di quattro o cinque stelline. Un telescopio di piccola potenza è sufficiente per capire appena la natura dell'oggetto, che si limita a quelle quattro stelle visibili anche al binocolo.
M73 può essere osservato con discreta facilità da tutte le aree popolate della Terra, grazie al fatto che è situata a una declinazione non eccessivamente australe: soltanto in alcune aree del Nord Europa e del Canada, oltre il circolo polare artico, la sua visibilità può risultare difficoltosa, mentre nell'Europa centrale appare già discretamente alto; dall'emisfero sud l'ammasso è ben visibile alto nelle notti dell'inverno australe e nella sua fascia tropicale può vedersi perfettamente allo zenit. Il periodo migliore per la sua osservazione nel cielo serale è quello compreso fra luglio e novembre.

## Storia delle osservazioni
Fu scoperto da Charles Messier il 4 ottobre del 1780 che lo descrive così: "Gruppo di tre o quattro stelle, che ad un primo sguardo potrebbe essere scambiato per una nebulosa, dato che contiene una lievissima nebulosità; quest'oggetto è situato sullo stesso parallelo del precedente (M 72); la sua posizione è stata determinata"

## Caratteristiche
M73 a volte è stato trattato come un potenziale ammasso aperto poco popolato, che consiste di stelle che sono fisicamente associate nello spazio così come nel cielo. La questione se queste stelle fossero un asterismo o un ammasso aperto, ha generato un piccolo ma interessante dibattito.
Nel 2000, L. P. Bassino, S. Waldhausen, and R. E. Martinez hanno pubblicato un'analisi dei colori e della luminosità delle stelle attorno a M73. La loro conclusione è che le quattro stelle centrali e le altre stelle vicine seguono un rapporto colore-luminosità che è seguito dalle stelle in un ammasso aperto (come si può notare in un diagramma Hertzsprung-Russell). Secondo questi studi, M73 era quindi un antico ammasso aperto che misurava 9 minuti d'arco.
G. Carraro, tuttavia, ha pubblicato nel 2000 i risultati ottenuti da un'analisi simile, concludendo che le stelle di quella regione non seguono nessun rapporto colore-luminosità. Per Carraro, quindi, M73 è un asterismo.
Ad alimentare il dibattito, E. Bica e collaboratori, conclusero che le possibilità di un allineamento di quattro stelle luminose come appare al centro di M73 sia molto improbabile, e che quindi M73 rappresenti un probabile ammasso aperto.
La controversia fu risolta nel 2002 quando M. Odenkirchen e C. Soubrian pubblicarono un'analisi sulle sei stelle principali dell'ammasso, dimostrando che le sei stelle si trovano a distanze molto diverse dalla Terra e che si stanno muovendo in direzioni differenti. Di conseguenza, hanno concluso che le quattro stelle sono soltanto un asterismo..

### Libri
- (EN) Stephen James O'Meara, Deep Sky Companions: The Messier Objects, Cambridge University Press, 1998, ISBN 0-521-55332-6.

### Carte celesti
- Toshimi Taki, Taki's 8.5 Magnitude Star Atlas, su geocities.jp, 2005. URL consultato il 7 novembre 2010 (archiviato dall'url originale il 5 novembre 2018). - Atlante celeste liberamente scaricabile in formato PDF.
- Tirion, Rappaport, Lovi, Uranometria 2000.0 - Volume II - The Southern Hemisphere to +6°, Richmond, Virginia, USA, Willmann-Bell, inc., 1987, ISBN 0-943396-15-8.
- Tirion, Sinnott, Sky Atlas 2000.0 - Second Edition, Cambridge, USA, Cambridge University Press, 1998, ISBN 0-933346-90-5.
- Tirion, The Cambridge Star Atlas 2000.0, 3ª ed., Cambridge, USA, Cambridge University Press, 2001, ISBN 0-521-80084-6.